# La Bòfia
|  | Aquest article tracta sobre un indret del municipi de la Coma i la Pedra. Vegeu-ne altres significats a «Bòfia». |

La Bòfia (també dit el Forat de la Bòfia) és un pou natural produït per l'ensorrament de la part superior d'una cova d'origen càrstic que es troba a 2.060 m. d'altitud al nord del serrat de la Bòfia i al sud-oest de La Ginebrosa al massís del Port del Comte. Es troba dins el terme municipal de La Coma i la Pedra (Solsonès).
L'avenc té entre 30 i 40 metres de fondària i fou utilitzat durant molts d'anys com a pou de glaç atès que el gel natural que prové de les nevades hivernals s'hi conserva durant tot l'any. Els traginers de Barcelona el transportaven entre abril i novembre cap a les grans ciutats de la plana embolcallant aquest glaç amb sacs i sàrries. El comerç d'aquest glaç i tota l'activitat que generava era una font d'ingressos important per a la comarca.
Actualment ja no se n'extreu glaç i només és utilitzat pels excursionistes per a fer-hi ràpels malgrat que hi ha una llarga escala de corda fixa.
Cal assenyalar que la cova és ocupada actualment per una població important de gralles de bec groc (Pyrrhocorax graculus) de les més grans dels Prepirineus.